# Шкраба Орест
Шкра́ба О́рест (1898 — після 1931) — громадсько-політичний діяч Буковини, адвокат у Кіцмані та Чернівцях, депутат румунського парламенту (1930—1931), член Української національної партії.
Під час довиборів до румунського парламенту в січні 1931 року відбувся конфлікт між Шкрабою та соціал-демократом Ґеорґе Ґрігоровічем, причому Шкрабу як кандидата від УНП підтримували також інші національні меншини, зокрема єврейська та німецька.
Також був членом єпархіальної ради Буковинської митрополії.